# 7 Rings
7 Rings је песма америчке певачице Аријане Гранде са њеног петог студијског албума Thank U, Next из 2019. године. Објавила ју је издавачка кућа Репаблик рекордс 18. јануара 2019. године, као други сингл са албума.
Песма је достигла прво место на Билборд хот 100 листи. Постала је Аријанин други сингл који је био на првом месту, где се задржао 8 недеља. То је засад најдужи период да је Аријанин сингл био на првом месту. Овај сингл је такође и њен највећи хит у САД до сада, а провео је 32 узастопне недеље на Билборд хот 100. Песма је такође била на врху топ листа у неколико других земаља, међу којима су Аустралија, Канада, Чешка, Естонија, Финска, Грчка, Мађарска, Исланд, Ирска, Израел, Малезија, Нови Зеланд, Норвешка, Португал, Сингапр, Словачка, Шведска, Швајцарска и Уједињено Краљевство, а била је међу топ 10 у Аустрији, Белгији, Данској, Француској, Немачкој, Италији, Либану, Мексику, Холандији и Шпанији.